# Seilbahn Xóm Cúc–Ban Naphao
| Streckenlänge: | 42 km |                                         |                                         |
| |       |                                         |                                         |
| \| \| 0 \| Xóm Cúc \| Xóm Cúc \| \| \| \| Cha Mac \| \| \| \| \| Xóm Mon \| \| \| \| \| Unbenannte Station \| \| \| \| \| Bai Dinh \| \| \| \| \| Phou Tov Vou \| \| \| \| \| Mu-Gia-Pass (418 m) Grenze Vietnam/Laos \| \| \| \| \| Mụ Giạ \| \| \| \| 42 \| Ban Naphao \| Ban Naphao \| |       |                                         |                                         |
| Betriebs-/Güterbahnhof Streckenanfang (Strecke außer Betrieb) | 0     | Xóm Cúc                                 | Xóm Cúc                                 |
| Blockstelle (Strecke außer Betrieb) |       | Cha Mac                                 | Cha Mac                                 |
| Blockstelle (Strecke außer Betrieb) |       | Xóm Mon                                 | Xóm Mon                                 |
| Blockstelle (Strecke außer Betrieb) |       | Unbenannte Station                      | Unbenannte Station                      |
| Blockstelle (Strecke außer Betrieb) |       | Bai Dinh                                | Bai Dinh                                |
| Blockstelle (Strecke außer Betrieb) |       | Phou Tov Vou                            | Phou Tov Vou                            |
| Grenze (Strecke außer Betrieb) |       | Mu-Gia-Pass (418 m) Grenze Vietnam/Laos | Mu-Gia-Pass (418 m) Grenze Vietnam/Laos |
| Blockstelle (Strecke außer Betrieb) |       | Mụ Giạ                                  | Mụ Giạ                                  |
| Betriebs-/Güterbahnhof Streckenende (Strecke außer Betrieb) | 42    | Ban Naphao                              | Ban Naphao                              |

Die Seilbahn Xóm Cúc–Ban Naphao war eine Verbindung im Güterverkehr in Französisch-Indochina von der Betriebsspitze der Bahnstrecke Tân Ằp–Thakhet in Vietnam nach Ban Naphao in Laos.

## Bau
Der Bau der Bahnstrecke Tân Ằp–Thakhet verlief aufgrund der geländebedingten technischen Schwierigkeiten im Bereich des Aufstiegs ins Grenzgebirge zwischen Vietnam und Laos auf vietnamesischer Seite nur zögerlich. Insbesondere bei den erforderlichen Tunneln wurden kaum Fortschritte erzielt. Aufgrund dieses langsamem Baufortschritts errichtete die  französische Kolonialmacht etwa parallel zur geplanten Eisenbahntrasse ab 1930 eine 42 Kilometer lange Luftseilbahn, die ausschließlich dem Gütertransport diente. Im Dezember 1933 ging sie zusammen mit dem Abschnitt Tân Ằp–Xóm Cúc der Bahnstrecke Tân Ằp–Thakhet in Betrieb.

## Infrastruktur
Die Strecke führte von der damaligen Betriebsspitze des vietnamesischen Eisenbahnnetzes in Xóm Cúc über den 418 Meter hoch gelegenen Mu-Gia-Pass nach Ban Naphao. Sie überwand damit die steilsten Lagen des Grenzgebirges zwischen Vietnam und Laos. Zwischen beiden Endstationen der Seilbahn gab es sechs Zwischenstationen. Jeder Transportbehälter konnte 200 Kilogramm tragen. Die Seilbahntrasse wurde von einer Straße begleitet, um die Unterhaltung der Anlage sicherzustellen.

## Betrieb
Ein Betrieb der Seilbahn war nur in der Trockenzeit von November bis April vorgesehen und zwar an drei Tagen in der Woche. Während auf vietnamesischer Seite ein Bahnanschluss hergestellt war, musste der Gütertransport auf laotischer Seite mit Lastkraftwagen weitergeführt werden. Ein Transport von Tân Ằp nach Thakhet war so etwa fünf Tage unterwegs. In der Saison 1936/1937 wurden durch die Seilbahn 1197 Tonnen von Vietnam nach Laos befördert, aber nur 348 Tonnen in der Gegenrichtung. Das entspricht 7725 Fuhren oder durchschnittlich etwa 323 Transportbehältern pro Betriebstag.

## Ende
Die Seilbahn soll bis in die Mitte der 1950er Jahre in Betrieb gewesen sein. Im Vietnamkrieg war der Mụ Giạ-Pass ein wichtiger Bestandteil des Ho-Chi-Minh-Pfads und wurde von der US-amerikanischen Luftwaffe oft und schwer bombardiert. Dabei wurden auch die Anlagen der Seilbahn, soweit sie noch standen, zerstört. Nach dem Krieg wurde das gesamte hier ehemals verbaute Metall entfernt und verschrottet. Heute sind an einigen Stellen nur noch die Betonfundamente der Masten erhalten.